# Procurador en Corts

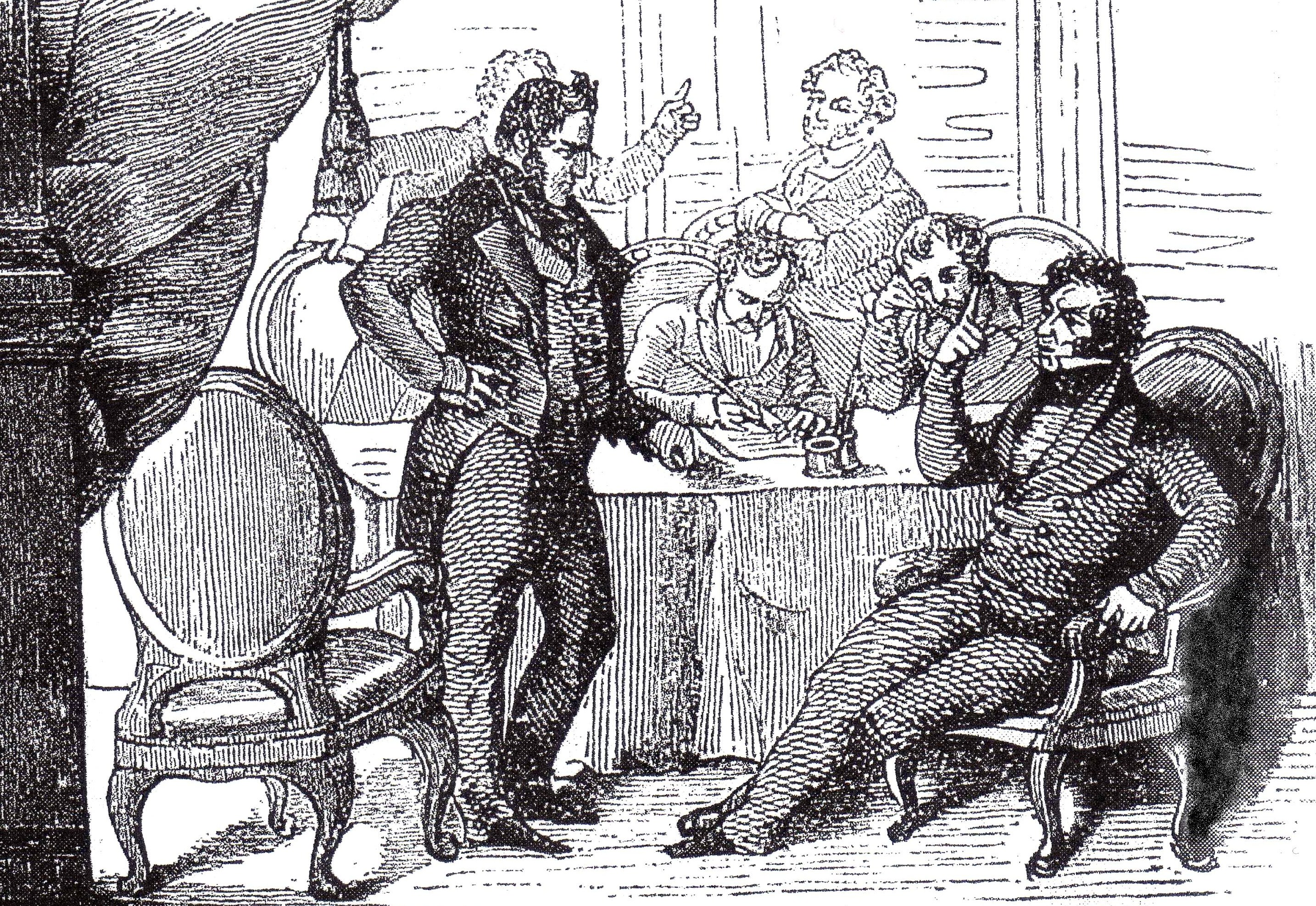
Consell de ministres durant la regència de María Cristina de Borbó-Dues Sicílies. En aquella època, es va establir l'Estament de Procuradors.

Procurador en Corts és una denominació pròpia del parlamentarisme espanyol usada per referir-se a la persona escollida o designada per representar diferents comunitats en les diferents corts.
En les antigues Corts de Castella i, en general, en les corts de l'Antic Règim, se solia denominar «procurador» al representant designat per les ciutats i viles i que s'aglutinava en un dels tres braços: eclesiàstic, nobiliari i comú. La Constitució espanyola de 1812 va usar el terme de «diputats» per als membres de les Corts Generals. L'Estatut Reial de 1834 va establir les Corts Generals del Regne, formades per les cambres denominades Estamento de Próceres i Estamento de Procuradores, els primers de nomenament reial i els segons electius. La denominació de «procurador» desapareix en les següents cartes magnes, que retornen la forma establerta en la Constitució de 1812 però es recupera amb la "Llei Constitutiva de les Corts" (Ley Constitutiva de las Cortes, en castellà) durant el règim franquista i que tenien el propòsit de trencar amb la tradició liberal. De nou, la denominació de «procurador» desapareix de la Constitució espanyola de 1978, substituint-se per les de «diputat» i «senador»
L'Estatut d'Autonomia de Castella i Lleó de 1983 adopta la denominació tradicional de «procurador» per als membres de les modernes Corts de Castella i Lleó, seu del poder legislatiu de la comunitat.